# درکه (رود)

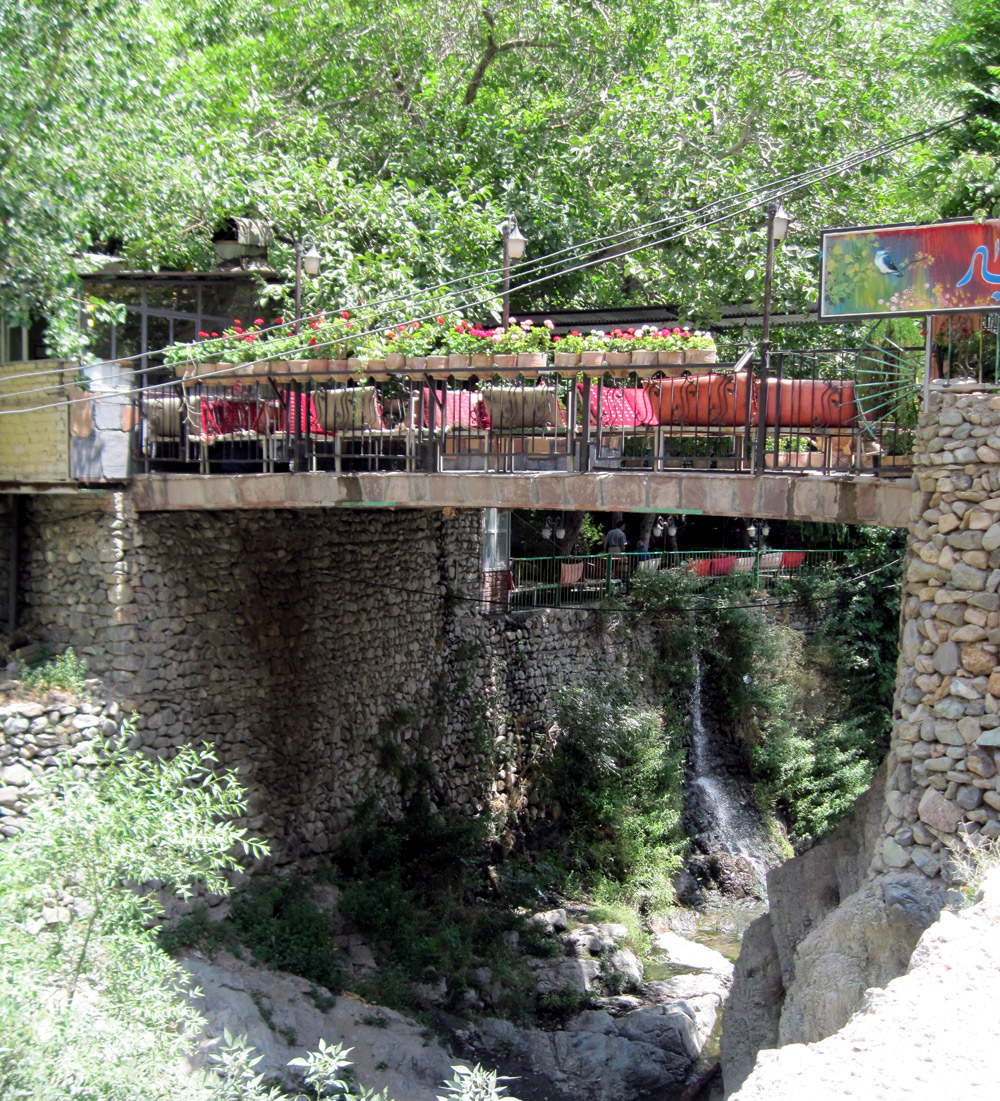
نمایی از پل درکه

رودخانهٔ درکه رودی در شهرستان شمیرانات تهران است. سرچشمه رودخانه درکه از دامنه جنوبی قلّه توچال آغاز و با شش شاخه فرعی به رود اصلی می‌ریزد. این رود و پیرامون آن یکی از گردشگاه‌های قدیمی و مناطق کوهنوردی و در واقع ریه تنفسی تهرانی‌ها است.
این گردشگاه کوهستانی در تمام فصل‌ها و روزهای سال پرجنب و جوش است. مخصوصاً در روزهای تعطیل هزاران نفر از این رودخانه بهره می‌برند.

## مسیر
این رود پس از عبور مراتع (یوردها) و پناهگاه پلنگ چال و با گذر از لا به لای دره‌های تنگ و فراخ، سنگ‌ها و علفزارها و آبشار جوزک و هفت‌حوض به درکه می‌رسد و از اوین نیز می‌گذرد و با گذشتن از زیر پل مدیریت کم‌کم وارد مسیل بسیار پهناور غرب بزرگراه چمران شده و پس از طی حدود ۴٫۵ کیلومتر مسیرش مسدود می‌شود و از طریق کانال فاضل کوی گیشا به سمت غرب  تهران منحرف می‌شود. اما این رود فصلی نبوده و به سبب بارش‌های فراوان بالا دست تقریبا در تمام فصول سال جاری می‌باشد با این تفاسیر اگر در فصل زمستان و اوایل فصل بهار بارندگی‌ها غالب به صورت برف باشد رودخانه در تابستان هم جوشان خروشان می‌باشد .  ولی برعکس اگر در زمستان بارش کم و جنب حاره به منطقه نزدیک باشد و در اواخر اسفند باران 
در ارتفاعات ببارد احتمال آن هست که برف کوه‌ها به سبب باران حاصل شده حالت سیل طغیان کرده و به پایین دست جاری شود، سپس در تابستان رود درکه مانند ابراهه باریک در پایین دست نمایان می‌شود اما کماکان باقیست... از این رو کسانی که بیشتر روزهای سال را درکوه به گردشگری می پردازندحالتی دلگیر رابرایشان تداعی می‌کند و وقتی که رودخروشان می‌شود گویی جانی تازه به دل طبیعت و گردشگران می‌بخشد.

## نگارخانه

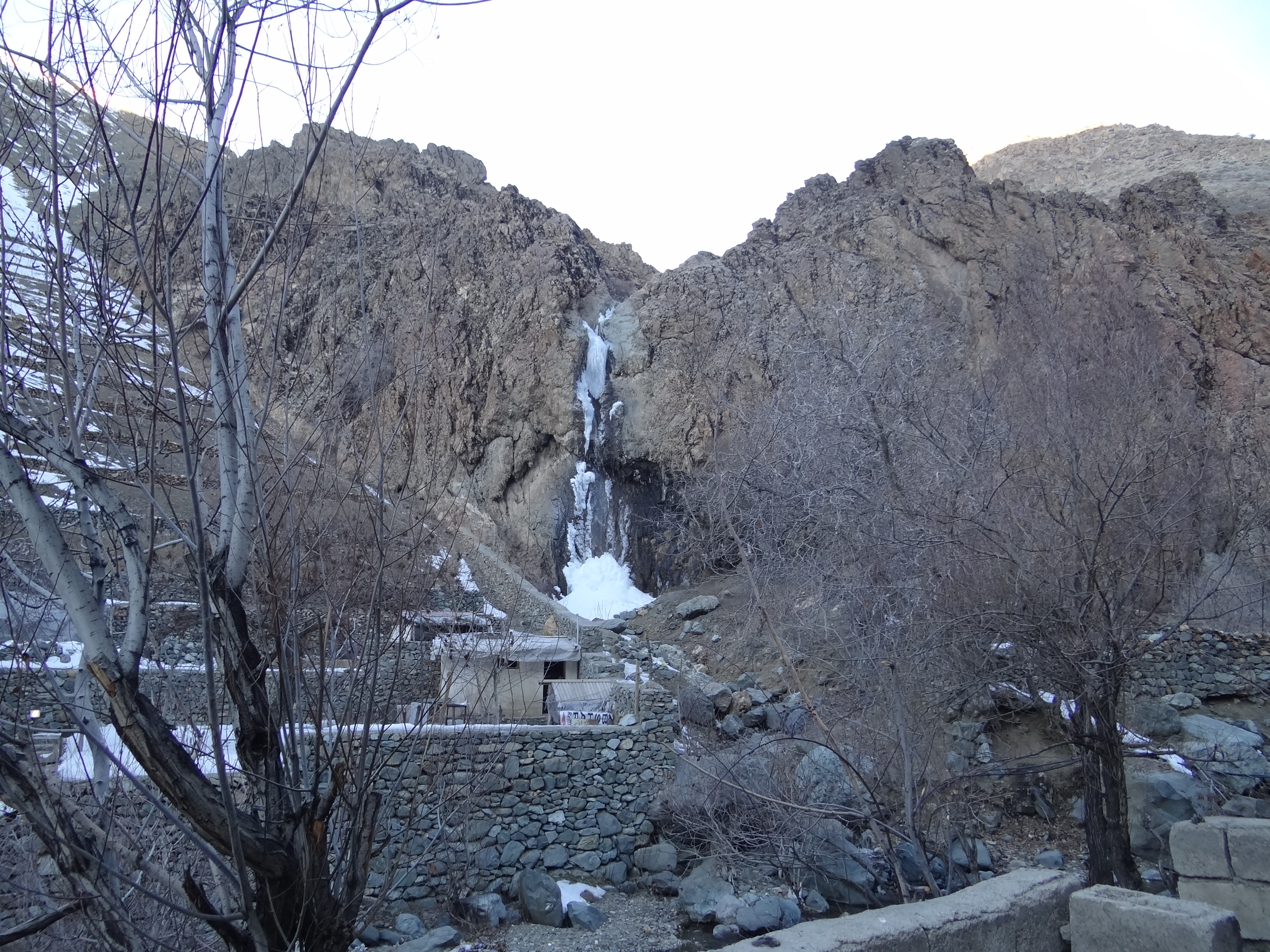
آبشار جوزک
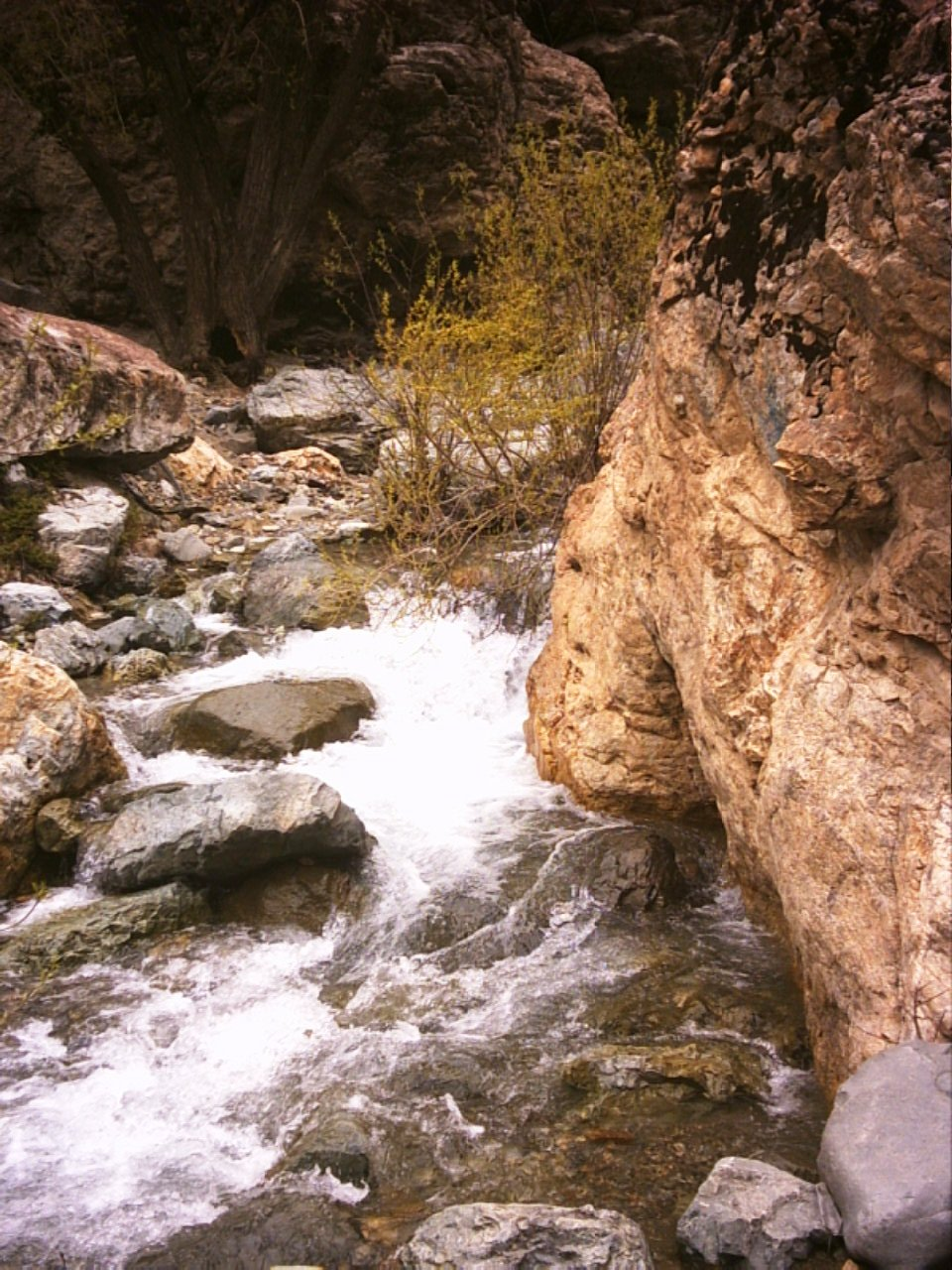
نمایی از رودخانهٔ درکه
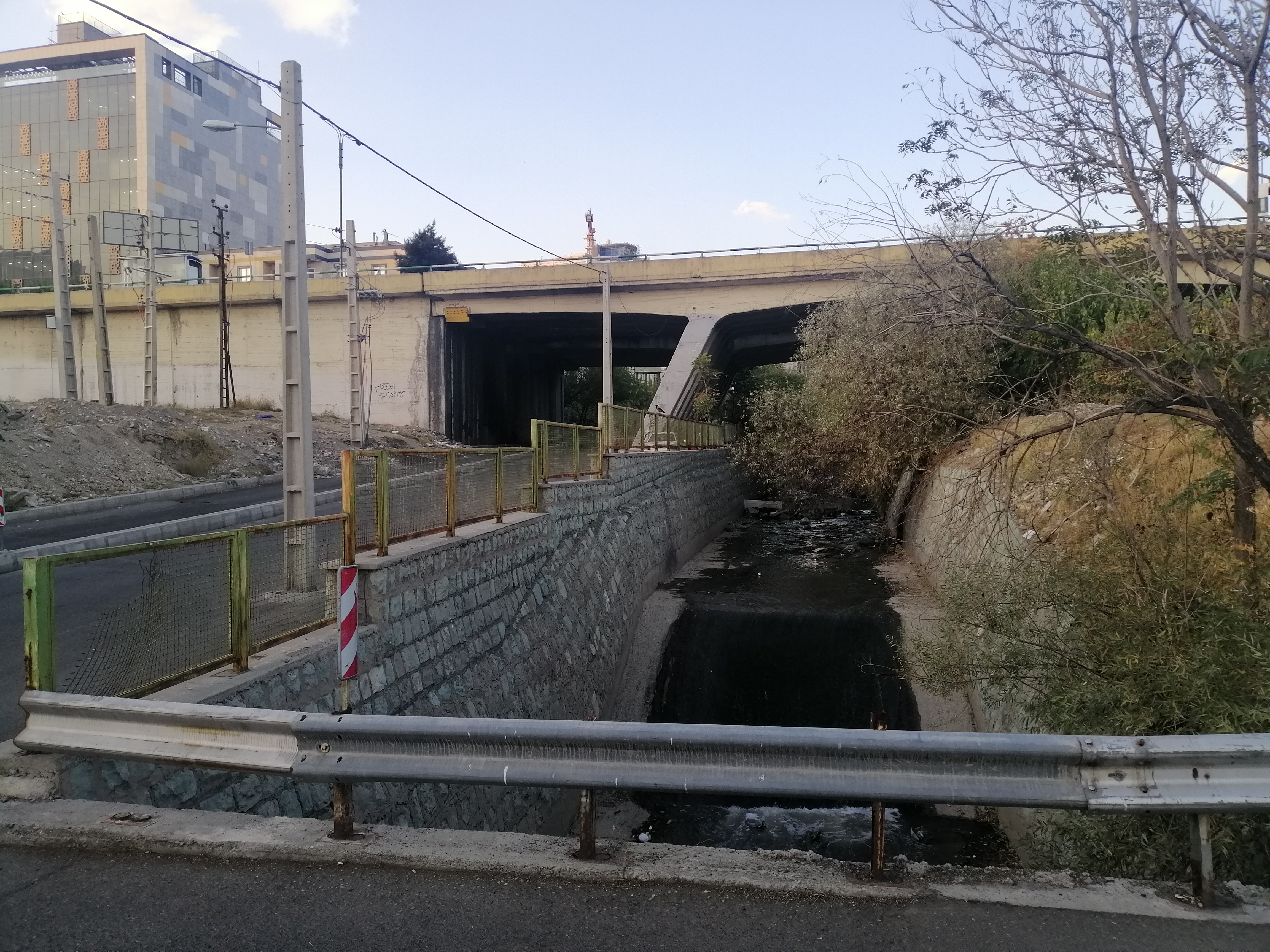
پل مدیریت